# Traian Marc
Traian Alexandru Marc (* 16. Januar 1983 in Brașov) ist ein ehemaliger rumänischer Fußballspieler. Der Torhüter stand zuletzt bei CFR Cluj unter Vertrag.

## Karriere
Marc begann mit dem Fußballspielen beim FC Brașov. Im Jahr 2002 kam er in den Kader der ersten Mannschaft, die seinerzeit in der Divizia A spielte. In den ersten Jahren kam er nur gelegentlich zum Einsatz. Im Jahr 2005 wechselte er zu Politehnica Iași. Dort kam er ebenfalls nur selten zum Zuge. Nachdem er in der Saison 2008/09 zu sechs Einsätzen für Forex Brașov in der Liga II gekommen war, kehrte er nach Iași zurück, kam aber nur noch zweimal zum Einsatz.
Im Sommer 2010 kehrte Marc zum FC Brașov zurück. Nach neun Spielen in der Saison 2010/11 kam er in der Folgesaison nicht mehr zum Einsatz. Er verließ den Klub zum Lokalrivalen Corona Brașov in die Liga II. Dort gelang ihm in der Spielzeit 2012/13 der Durchbruch, als er zum Stammspieler wurde und in die Liga 1 aufstieg. Dort konnte er seine Position behaupten, konnte den Abstieg 2014 jedoch nicht vermeiden. Anschließend wechselte Marc zu Dinamo Bukarest. Hier sicherte er sich in der Hinrunde 2014/15 ebenfalls den Stammplatz zwischen den Pfosten und musste diesen lediglich zu Beginn der Rückrunde seinem Rivalen Kristijan Naumovski überlassen. Im Sommer 2015 verließ er Dinamo und schloss sich CFR Cluj an. Hier konnte er mit dem Pokalsieg 2016 seinen ersten Titel gewinnen.

## Erfolge
- Rumänischer Pokalsieger: 2016
- Aufstieg in die Liga 1: 2013